# واینزیرل اموالد
واینزیرل اموالد (به آلمانی: Weinzierl am Walde) یک منطقهٔ مسکونی در اتریش است که در ناحیه کرمس-لاند واقع شده‌است. واینزیرل اموالد ۱٬۳۵۶ نفر جمعیت دارد.